# Club Beisbol Barcelona
Il Club Beisbol Barcelona è una squadra di baseball spagnola con sede a Barcellona.

## Storia
La società è nata nel 2012 con il proposito di agire da continuazione storica della sezione baseball dell'FC Barcelona, dopo la chiusura di questo ramo da parte della polisportiva.
La sezione baseball dell'FC Barcelona era infatti nata nel 1941 e nel corso della sua storia aveva vinto 4 titoli spagnoli (1946, 1947, 1956 e 2011), oltre ad alcuni trofei europei minori o catalani. Il 1º giugno 2011 il consiglio di amministrazione guidato dal presidente Sandro Rosell ha ufficialmente ratificato la fine delle attività per motivi economici.
Fondato il 20 febbraio 2012, il CB Barcellona ha raccolto i diritti federali della precedente squadra, oltre a parte dei giocatori che militavano nella vecchia società, e al suo primo campionato ha conquistato lo scudetto.
Nel 2014 ha vinto la Coppa del Re, battendo in finale i Tenerife Marlins, campioni in carica, per 12-2.

## Palmarès
- Campionati spagnoli: 1

2012
- Coppa del Re: 1

2014